# Miss Murder
Miss Murder è il primo singolo tratto dall'album Decemberunderground della band punk rock AFI. È stato pubblicato il 24 aprile 2006. Fu il primo singolo ad entrare nella top 40 degli US e primo nella classifica della Modern Rock nei loro quindici anni di carriera.
La canzone raggiunse la quindicesima posizione nella Best 100 Rolling Stone del 2006.
Viene anche utilizzata nel gioco Guitar Hero III: Legends of Rock, nel gioco "Battle of the Bands" e nel gioco "Rockband Unplugged" ed è possibile ascoltarla in un episodio del famoso telefilm horror di Mtv "Valemont".

## Tracce
Singoli UK ed Austria
1. Miss Murder (Edit) – 3:20
2. Don't Change (cover degli INXS) – 3:16
3. Silver and Cold (Live acustico) – 4:07
4. Miss Murder (Video musicale)

Vinile 7"
1. Miss Murder – 3:20
2. Don't Change (cover degli INXS) – 3:16

## Classifiche
| Classifica                                 | Posizione |
| ------------------------------------------ | --------- |
| U.S. Billboard Hot 100                     | 24        |
| U.S. Billboard Pop 100                     | 28        |
| U.S. Billboard Modern Rock Tracks          | 1         |
| U.S. Billboard Mainstream Rock Tracks      | 13        |
| Official Singles Chart                     | 44        |
| Australian ARIA Charts\|ARIA Singles Chart | 14        |

## Formazione
- Davey Havok – cantante
- Jade Puget – chitarra, voce secondaria
- Hunter Burgan – basso, voce secondaria
- Adam Carson – batteria, voce secondaria